# Baryton (bleckblåsinstrument)

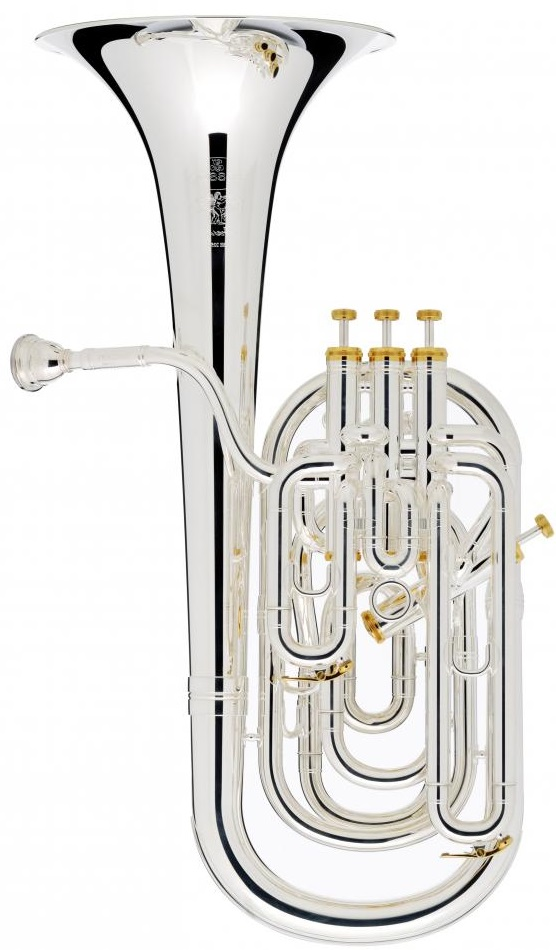
Besson Prestige-baryton.

Baryton, barytonhorn eller barytontuba, är ett bleckblåsinstrument som tillhör instrumentfamiljen saxhorn. Barytonet uppfanns år 1843 av Adolphe Sax, och är stämt i B♭. Tonomfånget är detsamma som på ett eufonium eller en trombon. En person som spelar baryton kallas barytonist.
Notera att man inom svensk militärmusik med "baryton" oftast avser eufonium, och i de fall både bariton- och eufoniumstämma finns brukar båda stämmor spelas på antingen eufonium eller ventilbasun. I USA kan "baritone" och "baritone horn" avse eufonium, eftersom instrumentet baryton inte är lika vanligt förekommande där som i Storbritannien, och man har inte lika stort behov av att skilja begreppen åt. 
Ett modernt baryton har antingen tre eller fyra pistong- eller rotorventiler. Fördelen med att ha fyra ventiler är att man inte är lika begränsad i det låga registret, men existensen av den fjärde ventilen sker till viss del på bekostnad av intonation. De som anser att den fjärde ventilen är överflödig tycker ofta att den ändå inte tillför något eftersom man som barytonist sällan spelar i det extra utvidgade låga registret och väljer därför ett treventiligt baryton med bättre intonation. Samma dilemma uppstår hos eufonium med tre kontra fyra ventiler, men där har man löst problemet med en "trigger" på huvudstämbygeln som kompenserar den förlorade intonationen. Barytonets begränsade storlek omöjliggör installation av en trigger med dagens teknik.   
I Sverige används baryton idag mest inom brassband, och kan i sällsynta fall synas inom militärmusik - även om det var vanligare förr. I USA är det vanligt förekommande i skol- och universitetsorkestrar (blåsorkestrar). I Tyskland är det med i standardinstrumenteringen för blåsorkester, men då skiljer de sig markant från de brittiska barytonen: de har rotorventiler istället för pistongventiler och instrumentkroppen är svagt böjd snarare än rak (därav smeknamnet "bananhorn").

## Skillnad mellan baryton och eufonium
Trots att baryton och eufonium har samma register och därmed lika långa rör (ca 250cm) skiljer det mycket i utseende, uppbyggnad och klang. Sett till funktion i orkestern är det ingen skillnad i register - inget instrument är avsevärt högre eller lägre än det andra. Sett till klanglig funktion är det däremot mycket större skillnad, vilket främst har med instrumentets borrning att göra. Ett eufonium är koniskt i sin borrning, vilket betyder att diametern på röret konstant ökar. Barytonet, däremot, är likt trombonen mer cylindriskt (även om det givetvis också är koniskt, dock inte lika mycket)  och dess diameter är i mycket större utsträckning konstant än ett eufoniums förutom i klockstycket. Detta gör att ett baryton inte har lika mycket massa, och blir således lättare/mindre. Ett baryton ligger nära trombonen i klangen, trots att det är mer likt ett eufonium utseendemässigt. De böjda rören, och därmed avsaknaden av lika mycket långa raka rör (likt en trombon) gör att det samtidigt skiljer sig i klangen mot en trombon. Sammanfattningsvis kan man säga att klangen ligger någonstans mellan trombon och eufonium - vilken man ligger närmst beror på individen.    
Vanligen har baryton "small shank", dvs munstycken med mindre borrning medan eufonium vanligen har "large shank". Dock är det ingen betydande skillnad på munstyckenas storlek på den delen som ligger mot munnen: de båda instrumenten är avsedda för samma register.  

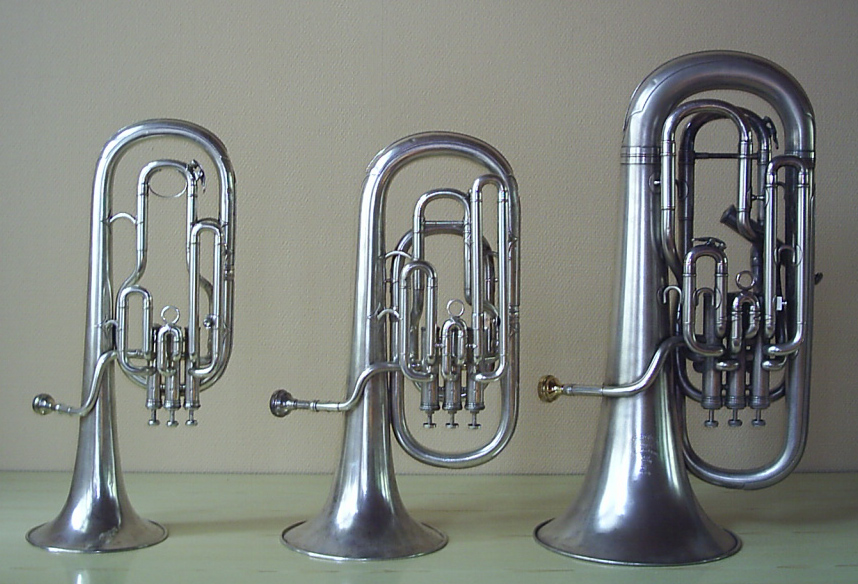
från vänster: Althorn, Baryton och Eufonium

## Transponering
Det är vanligast att baryton läser tenor-G-klav i Bb-transponering. Det betyder att tonen klingar en stor 9:a (nona) lägre än vad som noteras. Detta eftersom det vanligast förekommer i traditionella brittiska brassband i Sverige, där hela bandet (förutom bastrombon) läser någon form av G-klavtransponering. Baryton kan dock (precis som trombon och eufonium) utan problem spela noter i tenorklav, altklav och ordinarie F-klav med C-transponering, förutsatt att barytonisten innehar kunskapen att läsa dessa klaver. Övriga klaver och transponeringar är inte lämpliga eftersom de befinner sig så pass långt ifrån barytonets vanligast förekommande register.  

## Kända barytonister
Katrina Marzella är en av samtidens mest kända barytonister, och har vunnit ett flertal prestigefyllda titlar både som solist och solobarytonist i brassbandstävlingar. 
| I denna artikel     |
| används tonnamnen   |
| B♭ och H.           |
| Se olika skrivsätt. |

I Sverige har vi Sebastian Beijer som spelar i Solna brass och Henrik Lundqvist i Windcorp Brass Band.